# Dagon (okręg miejski)

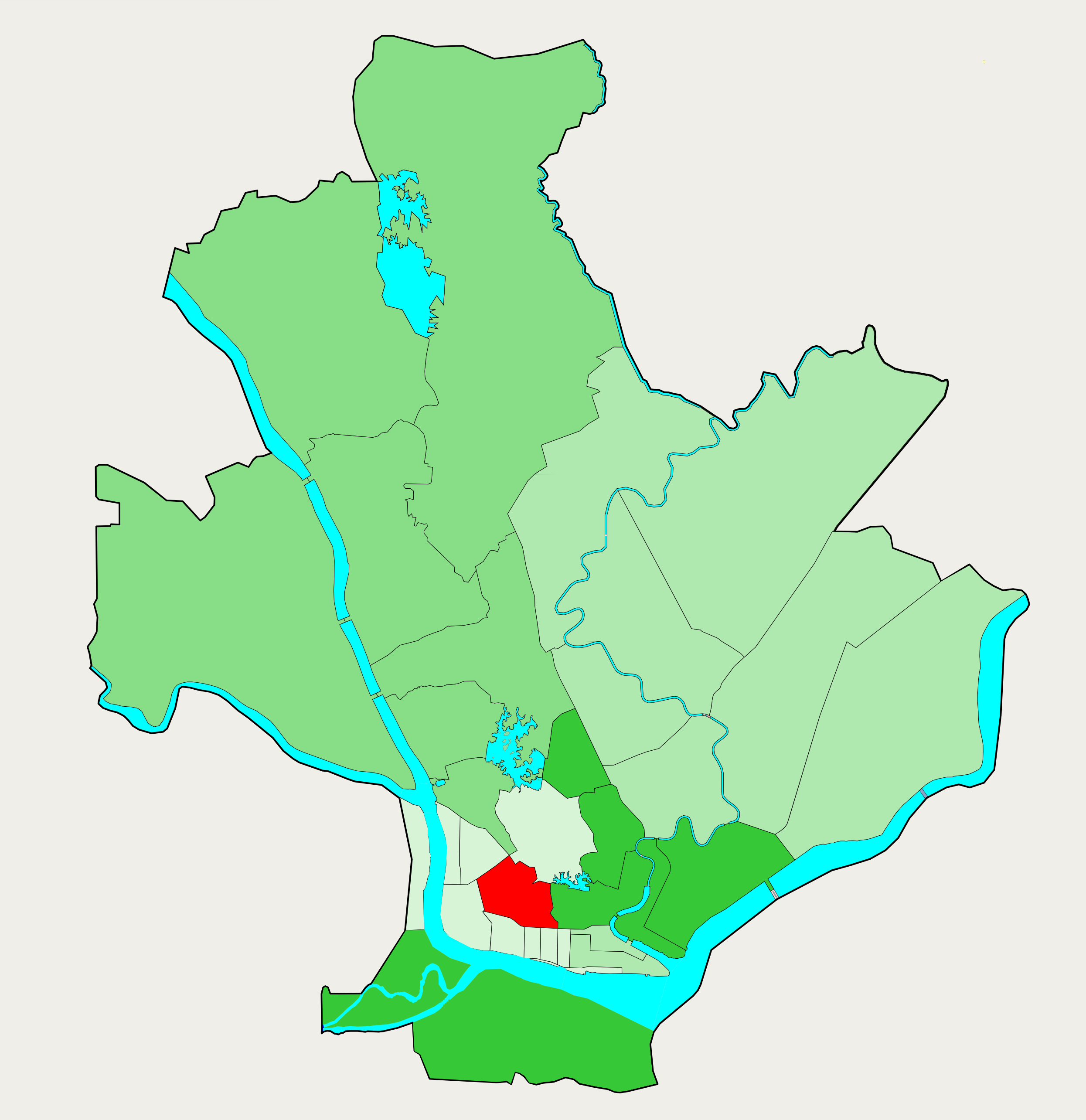
Lokalizacja okręgu miejskiego Dagon na mapie Rangunu (zaznaczona na czerwono)

Dagon (birm. ဒဂုံ မြို့နယ် /dəɡòʊɴ mjo̰nɛ̀/) – dzielnica (formalnie okręg miejski) Rangunu zlokalizowana bezpośrednio na północ od ścisłego śródmieścia tego miasta.
Na dzielnicę Dagon składa się pięć okręgów. Sąsiaduje z dzielnicami Bahan na północy, Ahlon na zachodzie, Mingala Taungnyunt (okręg miejski) na wschodzie oraz Lanmadaw, Latha i Pabedan na południu
Na terenie Dagon znajdują się najważniejsze obiekty miasta, w tym Pagoda Szwedagon, Świątynia Maha Wizaya, Muzeum Narodowe Mjanmy, Teatr Narodowy i parlament regionalny. Na terenie tej zamożnej dzielnicy położonych jest wiele hoteli, ambasad i rezydencji dyplomatycznych. Znajdujące się w niej dwie szkoły średnie zaliczane są do najlepszych szkół publicznych w kraju.
6 lutego 2011 r. w Dagon otwarto Taw Win Centre, duży kompleks mieszkaniowo-handlowy. Budowa 25-piętrowego kompleksu rozpoczęła się w 2004 r., ale została zatrzymana podczas kryzysu bankowego, by ruszyć ponownie w marcu 2008 r. 1 marca 2012 r. w Centrum otwarto pierwsze w kraju kino 3D. W czerwcu 2011 r. Sitagu Sayadaw dokonał w Dagon otwarcia ranguńskiego kampusu Sitagu International Buddhist Academy.

## Historia
Dagon (လဂုင် /ləɡòʊɴ/) było małą wioską rybacką założoną przez Monów w VI w. po Chr. wokół pagody Szwedagon. Przez większość dziejów, wieś ta pozostawała w cieniu sąsiedniego Thanlyin – miasta handlowego położonego po drugiej stronie rzeki Yangon. Jednak ze względu na obecność pagody, znaczenie Dagon dla kultury przewyższało znacznie jego skromne rozmiary fizyczne. W 1755 r. birmański król Alaungpaya zajął wieś, przemianował ją na Yangon (co tłumaczy się najczęściej jako Koniec Walki) i założył w oparciu o nią większe miasto poprzez dodanie nowych osiedli, takich jak Ahlon, Pabedan, Kyauktada i Botataung.
W okresie brytyjskiego panowania kolonialnego Dagon było przede wszystkim zamożną dzielnicą, chociaż na obrzeżach śródmieścia żyło wielu dzikich lokatorów. Dzielnica szczyciła się dwiema szkołami średnimi: Metodystyczną Angielską Szkołą Średnią, jedną z najlepszych w kraju angielskojęzycznych szkół średnich, oraz Szkołą Średnią Myoma, założoną przez nacjonalistów i nauczającą w języku birmańskim.
W latach 50. XX w. rząd birmańskich wyrzucił dzikich lokatorów z południowej części dzielnicy i zrealizował na tym terenie projekt mieszkaniowy Minmanaing Housing Project dla wyższych rangą cywilnych urzędników państwowych. W latach 80. zyskało jeszcze jedną ważną pagodę po tym, gdy gen. Ne Win zlecił budowę świątyni Maha Wizaya.

## Ważne obiekty
Poniżej przedstawiono ważne obiekty na terenie dzielnicy Dagon, które znajdują się pod ochroną władz miasta
| Obiekt                                        | Rodzaj                | Adres                                          | Uwagi                                          |
| --------------------------------------------- | --------------------- | ---------------------------------------------- | ---------------------------------------------- |
| Szkoła Średnia nr 1                           | Szkoła                | 57 Alanpyapaya Road                            | Dawniej Metodystyczna Angielska Szkoła Średnia |
| Szkoła Średnia nr 2                           | Szkoła                | 35 Mawgundaik Lane                             | Dawniej Szkoła Średnia Myoma                   |
| Laboratorium Departamentu Zdrowia Publicznego | Przychodnia           | 353 Myoma Kyaung Lane                          |                                                |
| Osiedle Rezydencji Dyplomatycznych            | Budynki mieszkalne    | 82 Pyidaungzu Yeiktha Avenue (róg Pyay Road)   |                                                |
| Pagoda Eindawya                               | Pagoda                | Myoma Kyaung Lane                              |                                                |
| India House                                   | Urząd                 | 35 Diplomat Avenue                             |                                                |
| Klasztor Kyargu                               | Klasztor              | 49 Shwedagon Pagoda Road                       |                                                |
| Świątynia Maha Wizaya                         | Pagoda                | Shwedagon Pagoda Road                          |                                                |
| Angielski kościół metodystyczny               | Kościół               | 65 Alanpyapaya Road                            |                                                |
| Ministerstwo Spraw Zagranicznych              | Urząd                 | 37 Diplomat Avenue                             |                                                |
| Departament Archiwów Narodowych               | Urząd                 | 114 Pyidaungzu Yeiktha Avenue                  |                                                |
| Kościół pw. św. Gabriela                      | Kościół               | 64 Shwedagon Pagoda Road                       |                                                |
| Kościół katolicki pw. św. Jana                | Kościół               | 25 Mawgundaik Lane (róg Shwedagon Pagoda Road) |                                                |
| Pagoda Sein Yaungchi                          | Pagoda                | Shwedagon Pagoda Road                          |                                                |
| Pagoda Szwedagon                              | Pagoda                | Shwedagon Pagoda Road                          |                                                |
| Sala Święceń Yahanda                          | Świątynia             | Shwedagon Pagoda Road                          |                                                |
| Dargah Bahadur Szaha II                       | Grobowiec i świątynia | 6 Ziwaka Lane                                  |                                                |